# Alicja prowadzi śledztwo
Alicja prowadzi śledztwo – sztuka teatralna francuskiego pisarza i dramaturga Roberta Thomasa (autora Ośmiu kobiet), komedia kryminalna.

## Fabuła
Akcja toczy się w kancelarii notarialnej mecenasa Rochera. Pewnego razu telefonistka Alicja Postic znajduje jego zasztyletowane zwłoki. Zawiadamia policję, po czym mdleje. Kiedy przybywa oficer, okazuje się, że ciało zniknęło. Śledztwo prowadzi dawny znajomy Alicji - inspektor Grandin, który przypuszcza jednak, że miała ona halucynacje. Telefonistka jest wścibska i ciekawska, postanawia poprowadzić prywatne śledztwo i rozwikłać tę zagadkę. Sprawa okazuje się coraz bardziej skomplikowana, ale główna bohaterka nie daje za wygraną.

## Realizacja w Teatrze Telewizji
Spektakl zrealizowano w 1970 roku i zaprezentowano go w Teatrze Telewizji w cyklu Teatr Sensacji „Kobra”. Premiera telewizyjna odbyła się 29 stycznia 1970 r. Sztukę tę wyreżyserował Edward Dziewoński, a realizacji telewizyjnej dokonała Anna Minkiewicz. Scenografię przygotował Marek Lewandowski. Tekst komedii przełożyła Jolanta Sell. 
W spektaklu, trwającym 83 minuty, wystąpili:
- Irena Kwiatkowska jako Alicja Postic
- Edward Dziewoński jako inspektor Grandin
- Alfreda Sarnawska jako Klara Rocher
- Igor Śmiałowski jako mecenas Rocher
- Stanisława Stępniówna jako Zuzanna Brissard
- Wiesław Gołas jako Robert de Charance
- Halina Kowalska jako Wirginia Renoir
- Cezary Julski jako Maks
- Bolesław Kostrzyński jako Logan

## Inne polskie inscenizacje
- 1968 – w Teatrze Polskim w Bydgoszczy, reż. Zygmunt Wojdan
- 1968 – w Lubuskim Teatr im. L. Kruczkowskiego w Zielonej Górze, reż. Edmund Pietryk
- 1985 – w Teatrze Dramatycznym w Legnicy, reż. Józef Jasielski
- 1986 – w Bałtyckim Teatrze Dramatycznym im. J. Słowackiego w Koszalinie, reż. Alicja Choińska